# Cotton Mather
Cotton Mather (ur. 12 lutego 1663 w Bostonie, zm. 13 lutego 1728 tamże) – amerykański duchowny, teolog protestancki, historyk i pisarz.
Był jednym z najwszechstronniej wykształconych ludzi epoki. Został pierwszym Amerykaninem przyjętym do Towarzystwa Królewskiego w Londynie. Był autorem prac z dziedziny filozofii, medycyny, polityki i historii. Opublikował ponad 400 prac. Często posługiwał się formą eseju, kazania, rozprawy naukowej, bajki. Brał udział w słynnych procesach czarownic z Salem, które opisał w The Wonders of The Invisible World (1693). Był też autorem słynnego dzieła Magnalia Christi Americana (1702), ukazującego heroiczną przeszłość Nowej Anglii, które odegrało ważną rolę w kształtowaniu się amerykańskiej świadomości narodowej. 
Prywatnie miał trzy żony, Abigail Phillips, Elizabeth Clark Hubbard i Lydię Lee George, i w sumie piętnaścioro dzieci, ale tylko dwoje z nich go przeżyło.
Mather zaangażował się w propagowanie szczepień przeciwko czarnej ospie, która w 1721 nawiedziła zamieszkiwany przez niego Boston. Mężczyzna wykorzystywał wówczas w swych badaniach metodę wariolacji, polegającą na nakłuciu krosty u chorego i wyciągnięciu ropy, którą następnie wprowadzano przez nacięcie na ciele zdrowej osoby. Spośród osób poddanych tej metodzie odnotowano tylko 2% zgonów, z kolei u wszystkich, którzy zachorowali na ospę liczba ofiar śmiertelnych sięgnęła 15%.